# Giliastrum
Giliastrum es un género con nueve especies de plantas con flores perteneciente a la familia Polemoniaceae. 

## Especies
- Giliastrum acerosum
- Giliastrum castellanosii
- Giliastrum foetidum
- Giliastrum gypsophilum
- Giliastrum incisum
- Giliastrum insigne
- Giliastrum ludens
- Giliastrum purpusii
- Giliastrum rigidulum